# بيكلهاوبه

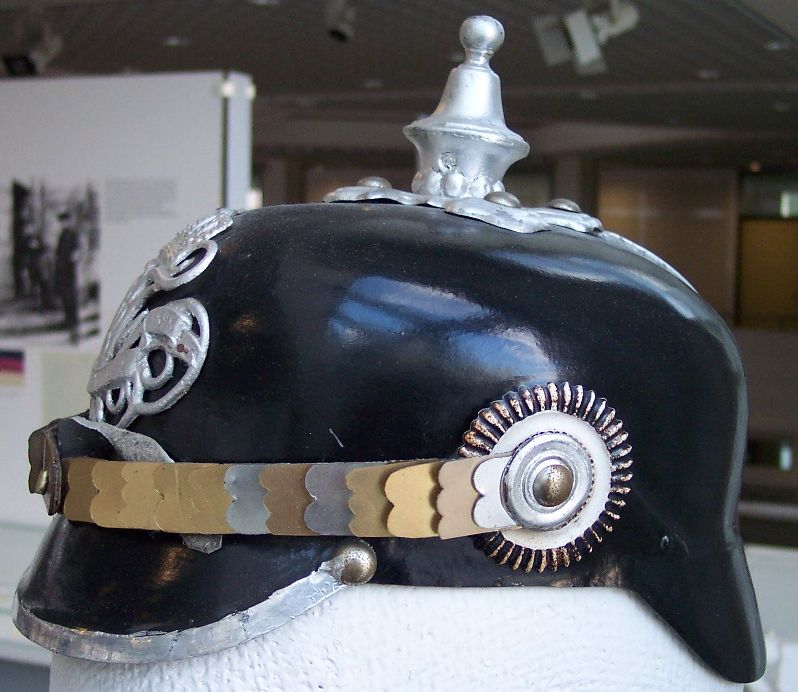
بيكلهاوبه

بيكلهاوبه (بالألمانية: Pickelhaube) ، هي مصطلح ألماني حديث وهي قبعة عسكرية ألمانية ظهرت في أواخر القرن التاسع عشر ميلادية، وتوقف استعمالها نهائياً لنهاية عقد 1910 في بدايات القرن العشرين، ويستخدم بيكلهاوبه كل من الدفاع المدني «رجال المطافي» والشرطة والجيش والحرس الملكي.

## مصدر
1. ↑  See "The American Pickelhaube" for examples of American military Pickelhaube. [وصلة مكسورة] نسخة محفوظة 20 يونيو 2016 على موقع واي باك مشين.

## وصلات خارجية
- Colonel J's Pickelhaube Musings
- Evolution of the Pickelhaube
- Evolution of the Stahlhelm
- On-line guide to the different patterns of Imperial German Pickelhaube